# Wereldkampioenschappen roeien 2022
De wereldkampioenschappen roeien 2022 werden van 18 tot en met 25 september 2022 gehouden in Račice, Tsjechië. Er stonden 29 onderdelen op het programma, 13 voor mannen, 13 voor vrouwen en 3 gemengde paralympische onderdelen.

## Medaillewinnaars

### Mannen
| Bootklasse              | Goud | Goud    | Zilver | Zilver  | Brons | Brons   |
| Skiff M1x               | Oliver Zeidler | 6.48,67 | Melvin Twellaar | 6.50,12 | Graeme Thomas | 6.51,44 |
| Lichte skiff LM1x       | Gabriel Soares | 7.03,40 | Antonios Papakonstantinou | 7.05,42 | Rajko Hrvat | 7.08,66 |
| Dubbel twee M2x         | Hugo Boucheron Matthieu Androdias                                                                                                   | 6.09,34 | Aleix García Rodrigo Conde | 6.10,52 | David Bartholot Caleb Antill                                                                                                   | 6.11,92 |
| Lichte dubbel twee LM2x | Fintan McCarthy Paul O'Donovan | 6.16,46 | Pietro Ruta Stefano Oppo | 6.19,11 | Stanislav Kovalov Ihor Khmara                                                                                                  | 6.19,53 |
| Twee zonder M2-         | Marius Cozmiuc Sergiu Bejan | 6.28,06 | Jaime Canalejo Javier García | 6.29,27 | Oliver Wynne-Griffith Tom George                                                                                               | 6.30,86 |
| Lichte twee zonder LM2- | Alessandro Durante Giovanni Ficarra                                                                                                 | 6.47,69 | Bence Szabó Kalman Furko | 6.51,49 | Jiří Kopáč Milan Viktora | 6.51,64 |
| Dubbel vier M4x         | Dominik Czaja Mateusz Biskup Mirosław Ziętarski Fabian Barański                                                                     | 5.40,08 | Harry Leask George Bourne Matthew Haywood Tom Barras                                                                                            | 5.40,97 | Nicolò Carucci Andrea Panizza Luca Chiumento Giacomo Gentili                                                                   | 5.42,14 |
| Lichte dubbel vier LM4x | Antonio Vicino Alessandro Benzoni Niels Torre Patrick Rocek                                                                         | 5.56,66 | Sun Man Chen Sensen Jiang Xuke Ma Yule | 5.59,27 | Johannes Ursprung Simon Klueter Fabio Kress Joachim Agne                                                                       | 5.59,47 |
| Vier zonder M4-         | William Stewart Sam Nunn David Ambler Freddie Davidson                                                                              | 5.48,29 | Alexander Purnell Spencer Turrin Jack Hargreaves Joseph O'Brien                                                                                 | 5.50,48 | Ralf Rienks Ruben Knab Sander de Graaf Rik Rienks                                                                              | 5.51,85 |
| Acht M8+                | Rory Gibbs Morgan Bolding David Bewicke-Copley Sholto Carnegie Charles Elwes Thomas Digby James Rudkin Thomas Ford Harry Brightmore | 5.24,41 | Niki van Sprang Lennart van Lierop Abe Wiersma Jacob van de Kerkhof Michiel Mantel Mick Makker Guus Mollee Guillaume Krommenhoek Dieuwke Fetter | 5.25,52 | Rohan Lavery Nicholas Lavery Henry Youl Ben Canham Angus Widdicombe Sam Hardy William O'Shannessy Jackson Kench Kendall Brodie | 5.27,72 |
| Para-roeien             | |         | |         | |         |
| Para skiff PR1M1x       | Roman Polianskyi | 9.03,74 | Giacomo Perini | 9.08,12 | Benjamin Pritchard | 9.11,90 |
| Para skiff PR2M1x       | Corné de Koning | 8.52,37 | Gian Filippo Mirabile | 9.03,33 | Paul Umbach | 9.21,12 |
| Para twee-zonder PR3M2- | Oliver Stanhope Edward Fuller | 6.53,68 | Nicholas Neales James Talbot | 7.21,02 | Andrii Syvykh Dmytro Herez | 7.29,07 |

### Vrouwen
| Bootklasse              | Goud | Goud     | Zilver | Zilver          | Brons | Brons           |
| Skiff W1x               | Karolien Florijn | 7.31,66  | Emma Twigg | 7.34,03         | Tara Rigney | 7.36,96         |
| Lichte skiff LW1x       | Ionela-Livia Cozmiuc | 7.42,59  | Martine Veldhuis | 7.44,48         | Jackie Kiddle | 7.44,98         |
| Dubbel twee W2x         | Nicoleta-Ancuța Bodnar Simona Radiș | 6.47,77  | Roos de Jong Laila Youssifou | 6.51,02         | Sanita Pušpure Zoe Hyde | 6.52,81         |
| Lichte dubbel twee LW2x | Emily Craig Imogen Grant | 6.54,78  | Mary Reckford Michelle Sechser | 6.57,92         | Aoife Casey Margaret Cremen | 7.00,62         |
| Twee zonder W2-         | Grace Prendergast Kerri Williams | 7.03,76  | Ymkje Clevering Veronique Meester | 7.06,02         | Madeleine Wanamaker Claire Collins | 7.08,03         |
| Lichte twee zonder LW2- | Maria Zerboni Samantha Premerl | 7.38,19  | Solveig Imsdahl Elaine Tierney | 7.43,84         | Sophia Wolf Eva Hohoff | 7.54,97         |
| Dubbel vier W4x         | Chen Yunxia Zhang Ling Lü Yang Cui Xiaotong | 6.17,49  | Nika Vos Tessa Dullemans Ilse Kolkman Bente Paulis                                                                                                  | 6.18,68         | Jessica Leyden Lola Anderson Georgina Brayshaw Lucy Glover                                                                                   | 6.21,05         |
| Lichte dubbel vier LW4x | Ilaria Corazza Giulia Mignemi Silvia Crosio Arianna Noseda                                                                                              | 6.38,14  | niet uitgereikt | niet uitgereikt | niet uitgereikt | niet uitgereikt |
| Vier zonder W4-         | Heidi Long Rowan McKellar Samantha Redgrave Rebecca Shorten                                                                                             | 6.26,40  | Marloes Oldenburg Benthe Boonstra Hermijntje Drenth Tinka Offereins                                                                                 | 6.28,62         | Lucy Stephan Katrina Werry Bronwyn Cox Annabelle McIntyre                                                                                    | 6.29,29         |
| Acht W8+                | Maria-Magdalena Rusu Iuliana Buhuș Adriana Ailincăi Maria Tivodariu Mădălina Bereș Amalia Bereș Ioana Vrînceanu Simona Radiș Victoria-Stefania Petreanu | 6.01,14  | Benthe Boonstra Laila Youssifou Hermijntje Drenth Marloes Oldenburg Roos de Jong Tinka Offereins Ymkje Clevering Veronique Meester Aniek van Veenen | 6.05,04         | Jessica Sevick Gabrielle Smith Morgan Rosts Kirsten Edwards Alexis Cronk Kasia Gruchalla-Wesierski Avalon Wasteneys Sydney Payne Kristen Kit | 6.07,51         |
| Para-roeien             | |          | |                 | |                 |
| Para skiff PR1W1x       | Birgit Skarstein | 10.07,58 | Nathalie Benoit | 10.13,10        | Anna Sheremet | 10.17,45        |
| Para skiff PR2W1x       | Katie O'Brien | 9.25,23  | Kathryn Ross | 9.35,35         | Anna Aisanova | 10.09,24        |
| Para twee-zonder PR3W2- | Francesca Allen Giedrė Rakauskaitė | 7.50,89  | Alex Vuillermin Alexandra Viney | 8.03,02         | niet uitgereikt | niet uitgereikt |

### Gemengd para-roeien
| Bootklasse                    | Goud                                                                                     | Goud    | Zilver                                                               | Zilver  | Brons                                                                      | Brons   |
| Gemengde dubbel-twee PR2Mix2x | Svitlana Bohuslavska Iaroslav Koiuda                                                     | 8.24,47 | Jolanta Majka Michał Gadowski                                        | 8.26,95 | Perle Bouge Stéphane Tardieu                                               | 8.28,81 |
| Gemengde dubbel-twee PR3Mix2x | Elur Alberdi Laurent Cadot                                                               | 7.35,04 | Diana Barcelos de Oliveira Valdeni da Silva Junior                   | 7.37,16 | Dariia Kotyk Stanislav Samoliuk                                            | 7.37,18 |
| Gemengde vier-met PR3Mix4+    | Francesca Allen Giedrė Rakauskaitė Edward Fuller Oliver Stanhope Morgan Baynham-Williams | 6.48,34 | Susanne Lackner Jan Helmich Marc Lembeck Kathrin Marchand Inga Thöne | 7.06,94 | Erika Sauzeau Margot Boulet Rémy Taranto Laurent Cadot Émilie Acquistapace | 7.11,41 |

## Medaillespiegel
| Plaats | Land                | Goud | Zilver | Brons | Totaal |
| 1      | Verenigd Koninkrijk | 7    | 1      | 4     | 12     |
| 2      | Italië              | 5    | 3      | 1     | 9      |
| 3      | Roemenië            | 4    | 0      | 0     | 4      |
| 4      | Nederland           | 2    | 8      | 1     | 11     |
| 5      | Frankrijk           | 2    | 1      | 2     | 5      |
| 6      | Oekraïne            | 2    | 0      | 5     | 7      |
| 7      | Ierland             | 2    | 0      | 2     | 4      |
| 8      | Duitsland           | 1    | 1      | 3     | 5      |
| 9      | Nieuw-Zeeland       | 1    | 1      | 1     | 3      |
| 10     | China               | 1    | 1      | 0     | 2      |
| 10     | Polen               | 1    | 1      | 0     | 2      |
| 12     | Noorwegen           | 1    | 0      | 0     | 1      |
| 13     | Australië           | 0    | 4      | 4     | 8      |
| 14     | Verenigde Staten    | 0    | 2      | 1     | 3      |
| 15     | Spanje              | 0    | 2      | 0     | 2      |
| 16     | Brazilië            | 0    | 1      | 0     | 1      |
| 16     | Griekenland         | 0    | 1      | 0     | 1      |
| 16     | Hongarije           | 0    | 1      | 0     | 1      |
| 19     | Canada              | 0    | 0      | 1     | 1      |
| 19     | Tsjechië            | 0    | 0      | 1     | 1      |
| 19     | Slovenië            | 0    | 0      | 1     | 1      |
| Totaal | Totaal              | 29   | 28     | 27    | 84     |

Edities

1962 Luzern · 
1966 Bled · 
1970 St. Catharines · 
1974 Luzern · 
1975 Nottingham · 
1976 Villach · 
1977 Amsterdam · 
1978 Hamilton (alleen zwaar) · 
1978 Kopenhagen (alleen licht) · 
1979 Bled · 
1980 Hazewinkel · 
1981 München · 
1982 Luzern · 
1983 Duisburg · 
1984 Montréal · 
1985 Hazewinkel · 
1986 Nottingham · 
1987 Kopenhagen · 
1988 Milaan · 
1989 Bled · 
1990 Lake Barrington · 
1991 Wenen · 
1992 Montréal · 
1993 Račice · 
1994 Indianapolis · 
1995 Tampere · 
1996 Motherwell · 
1997 Aiguebelette · 
1998 Keulen · 
1999 St. Catharines · 
2000 Zagreb · 
2001 Luzern · 
2002 Sevilla · 
2003 Milaan · 
2004 Banyoles · 
2005 Gifu · 
2006 Eton · 
2007 München · 
2008 Ottensheim · 
2009 Poznań · 
2010 Hamilton · 
2011 Bled · 
2012 Plovdiv · 
2013 Chungju · 
2014 Amsterdam ·
2015 Aiguebelette ·
2016 Rotterdam ·
2017 Sarasota ·
2018 Plovdiv ·
2019 Ottensheim ·
2020 Bled ·
2021 Shanghai ·
2022 Račice ·
2023 Belgrado ·
2024 St. Catharines ·
2025 Shanghai · 
2026 Amsterdam

Onderdelen

Skiff · 
Lichte skiff · 
Dubbel twee · 
Lichte dubbel twee · 
Twee zonder · 
Lichte twee zonder · 
Twee met

Dubbel vier · 
Dubbel vier met · 
Lichte dubbel vier · 
Vier zonder · 
Lichte vier zonder · 
Vier met · 
Acht · 
Lichte acht